# Ахмеров, Габит Абдуллович
Габи́т Абду́ллович Ахме́ров (24 февраля 1921 — 11 апреля 1996) — участник Великой Отечественной войны, помощник командира огневого взвода батареи 45-миллиметровых орудий 62-го гвардейского кавалерийского полка (16-й гвардейской кавалерийской дивизии, 7-го гвардейского кавалерийского корпуса, Центрального фронта), гвардии старший сержант.
Герой Советского Союза (9.02.1944), лейтенант запаса с 1945 года.

## Биография
Родился 24 февраля 1921 года в деревне Старый Четырман ныне Фёдоровского района Башкирии в семье крестьянина. Башкир. Член ВКП(б) с 1943 года. Образование неполное среднее. В 1936—1941 годах работал в колхозе «Салават», учителем Юлдашевской начальной школы Фёдоровского района.
В декабре 1941 года добровольно через Фёдоровский райвоенкомат Башкирской АССР вступил в ряды Красной армии. В действующей армии с апреля 1942 года.
Помощник командира огневого взвода батареи 45-миллиметровых орудий 62-го гвардейского кавалерийского полка (16-я гвардейская кавалерийская дивизия, 7-й гвардейский кавалерийский корпус, Центральный фронт) гвардии старший сержант Габит Ахмеров особо отличился в боях на Черниговщине (Украина), о чём свидетельствует его наградной лист:

«В бою под населенным пунктом Клочково (Городнянский район Черниговской области) по наступающим подразделениям вёлся сильный пулемётно-миномётный огонь противника, одновременно вела интенсивный огонь хорошо замаскированная бронемашина противника. Продвижение было затруднено. Гвардии старший сержант Ахмеров, выкатив 45-мм пушку на открытую позицию, с первого выстрела уничтожил бронемашину и подбил пулемётный расчёт, тем самым обеспечил продвижение боевых порядков полка вперёд. В боях 21 сентября 1943 г. за совхоз „1 Мая“ противник сильным артминомётным огнём при поддержке танков и самоходных пушек пытался контратаковать и задержать продвижение наших частей. Ахмеров, установив 45-мм пушку на выгодном месте, несмотря на ураганный огонь противника, несколькими выстрелами подбил одну самоходную пушку „фердинанд“ и 1 средний танк противника, тем самым обеспечил продвижение частей вперёд для выполнения боевой задачи.
В бою в ночь на 22 сентября 1943 года за село Ивашково противник при поддержке 3 танков типа „тигр“ и 2 средних танков и самоходной пушки пытался приостановить продвижение подразделений. Ахмеров проявил стойкость и отвагу, подпустив танки и самоходную пушку на близкое расстояние, открыл по ним огонь. В результате 1 самоходная пушка и 1 средний танк противника были подожжены, а остальные повернули обратно…»

Указом Президиума Верховного Совета СССР «О присвоении звания Героя Советского Союза офицерскому и сержантскому составу артиллерии Красной Армии» от 9 февраля 1944 года за «образцовое выполнение боевых заданий командования на фронте борьбы с немецкими захватчиками и проявленные при этом отвагу и геройство» удостоен звания Героя Советского Союза с вручением ордена Ленина и медали «Золотая Звезда».
В 1945 году Г. А. Ахмеров окончил Тамбовское кавалерийское училище. С ноября 1945 года лейтенант Ахмеров — в запасе.
Работал в Фёдоровском районе участковым инспектором райотдела МВД, председателем колхоза «Салават», председателем колхоза имени Пушкина, председателем Бала-Четырманского сельского Совета, также работал в совхозе «Пугачёвский».
Скончался 11 апреля 1996 года.

## Награды
- Медаль «Золотая Звезда» Героя Советского Союза (№ 3024) (09.02.1944)[3]
- Орден Ленина
- Орден Отечественной войны I степени (03.11.1943)[5]
- Орден Отечественной войны I степени (06.04.1985)[6]
- Медали, в том числе:
  - Медаль «За отвагу» (18.06.1943)[7]
  - Медаль «За победу над Германией в Великой Отечественной войне 1941—1945 гг.»
  - Юбилейная медаль «Двадцать лет Победы в Великой Отечественной войне 1941—1945 гг.»
  - Юбилейная медаль «Тридцать лет Победы в Великой Отечественной войне 1941—1945 гг.»
  - Юбилейная медаль «Сорок лет Победы в Великой Отечественной войне 1941—1945 гг.»

## Память
- Похоронен в селе Бала-Четырман Фёдоровского района Башкирии.
- Имя Г. А. Ахмерова высечено золотыми буквами на мемориальных досках вместе с именами всех 78-и Героев Советского Союза 112-й Башкирской (16-й гвардейской Черниговской) кавалерийской дивизии, установленных в Национальном музее Республики Башкортостан (город Уфа, улица Советская, 14) и в Музее 112-й (16-й гвардейской) Башкирской кавалерийской дивизии.